# 9831 Simongreen
9831 Simongreen è un asteroide della fascia principale. Scoperto nel 1979, presenta un'orbita caratterizzata da un semiasse maggiore pari a 2,4157286 au e da un'eccentricità di 0,2101238, inclinata di 2,40749° rispetto all'eclittica.
L'asteroide è dedicato all'astronomo britannico Simon F. Green.